# Natalie Gedra
Natalie Cristiane Gedra Senise (São Paulo, 13 de outubro de 1985) é uma jornalista esportiva brasileira.
Atualmente, vive em Londres, trabalha no canal britânico de esportes Sky Sports e atua no podcast Correspondentes Premier, sobre futebol inglês.

## Carreira
Natalie se formou em Jornalismo em 2007 pela Faculdade Cásper Líbero. Durante sua formação foi estagiária na Rede Globo, em 2007, se desligando para trabalhar no jornal Lance!.
Entre os anos de 2008 e 2010 atuou como repórter esportiva das rádios Globo e CBN. No período em que esteve na rádio CBN, fez a cobertura dos times brasileiros na Copa Libertadores, realizando viagens para o Peru e México.
Em 2010, se transferiu para a Rede Bandeirantes, onde ficou até 2013 e foi repórter esportiva, atuando em reportagens especiais e partidas de futebol do Campeonato Brasileiro, Campeonato Paulista, Campeonato Carioca e Copa do Brasil. Em 2013, uma de suas últimas aparições na Band, foi na cobertura da eleição do Papa Francisco, direto de Buenos Aires.
No mesmo ano, em outubro, Natalie retornou à Rede Globo, mas dessa vez como repórter. Tornou-se a primeira repórter mulher a participar da transmissão de uma partida de futebol em rede nacional, na emissora. Realizou matérias especiais e se tornou apresentadora do segmento esportivo no Bom Dia São Paulo. Em 2016, pediu demissão e se mudou para Londres, com o marido, também jornalista, Renato Senise.
Ainda em 2016, em novembro, ela foi contratada pela ESPN Brasil para se tornar correspondente internacional do canal, fazendo cobertura principalmente do Torneio de Wimbledon e Premier League.
Depois de sete anos trabalhando como correspondente da ESPN em Londres, Natalie se despediu da emissora em outubro de 2023.
Ainda em outubro de 2023, iniciar sua jornada pelo canal inglês Sky Sports.
Durante a Eurocopa de 2024, Natalie fez a cobertura do evento como repórter da CazéTV.

### Prêmios
Em 2010, a repórter foi escolhida revelação do jornalismo pela ACEESP (Associação dos Cronistas Esportivos do Estado de São Paulo).
| Ano  | Prêmios                                                                    | Categoria               | Resultado | Ref.   |
| ---- | -------------------------------------------------------------------------- | ----------------------- | --------- | ------ |
| 2010 | Troféu ACEESP - Associação dos Cronistas Esportivos do Estado de São Paulo | Revelação               | Venceu    | [ 21 ] |
| 2021 | Prêmio Comunique-se                                                        | Repórter: Internacional | Indicado  | [ 23 ] |

## Vida Pessoal
Natalie pratica corrida de rua e já participou das Maratonas de Londres em 2021 e 2023 e de Berlim em 2022.
Foi casada com o jornalista Renato Senise.